# Repulsió
Repulsió (títol original en anglès: Repulsion) és una pel·lícula britànica de 1965 dirigida per Roman Polanski. L'obra s'ha doblat al català.

## Argument
Carol Ledoux és una bonica i reprimida jove belga que viu amb la seva germana Helen en un apartament de Londres. Carol experimenta sentiments simultanis i contradictoris d'atracció i repulsió cap als homes, per això per a ella és tan incòmoda la relació que manté la seva germana amb un home casat. La ment de Carol és refugi d'estranys records i els complexos la dominen. Desitja als homes i, no obstant això, els tem fins al punt d'experimentar repulsió. Les escenes que intueix pels sons que arriben fins a la seva habitació des de l'habitació veïna coadjuven al seu desequilibri. Durant un breu viatge que efectua la germana en companyia del seu amic, Carol roman sola al pis, tancant-se més i més en si mateixa. L'apartament de South Kensigton esdevé una mena de presó voluntària escenari de totes les al·lucinacions, delirants fantasies i pertorbades reaccions que desemboquen en una orgia de sang.

## Repartiment
- Catherine Deneuve: Carol Ledoux
- Yvonne Furneaux: Helen Ledoux
- John Fraser: Colin
- Ian Hendry: Michael
- Helen Fraser: Brigitte
- Patrick Wymark: el propietari
- Valerie Taylor: Senyora Denise
- Monica Merlin: Senyora Rendesham
- Renée Houston: Senyora Balch

## Crítica
Primer llargmetratge del cineasta polonès rodat fora del seu país, Repulsió va aconseguir una notable resposta crítica i comercial. I això, tot i tractar-se d'un gènere, el de l'horror, desconsiderat llavors entre els amants del cinema d'art i assaig, àmbit des del qual va accedir al públic internacional, i d'estar plantejat des d'una radicalitat formal poc comú, tenint en compte que director i productor es jugaven molt i necessitaven una resposta comercial positiva.
Repulsió se submergeix en el retrat d'una paranoia i ho fa a través d'una atmosfera de malson, però, en el fons, la pel·lícula no és altra cosa que la descripció detallada d'un cas patològic. La realitat i el fantasmagòric de vegades es fonen, però mai es confonen. I en aquest rebuig de l'ambigüitat, en aquesta negació final del misteri, el film es desmarca amb comoditat del gènere fantàstic.
Roman Polanski, de pares polonesos i format professionalment a Polònia, és home de gran capacitat per descriure el món interior dominat per morboses reaccions. A Repulsió fa gala d'un excel·lent pols a l'hora de crear el suspens, la tensió en un espai tancat. Polanski dona una clara visió del procés evolutiu del personatge en un clima que arriba a fer-se'ns aclaparador. La tasca de Catherine Deneuve és una de les millors de la seva carrera. La Deneuve ens mostra el seu encant, la seva fràgil personalitat, però a més fa gala de la seva capacitat de transformació del personatge i d'una gran sensibilitat.

## Premis i nominacions

### Premis
- 1965: Gran Premi del Jurat a la Berlinale

### Nominacions
- 1965: Os de Plata
- 1965: Dues nominacions al Cercle de crítics de Nova York
- 1966: BAFTA a la millor fotografia per Gilbert Taylor